# Тайлертаун (Міссісіпі)
Тайлертаун (англ. Tylertown) — місто (англ. town) в США, в окрузі Волтголл штату Міссісіпі. Населення — 1515 осіб (2020).

## Географія
Тайлертаун розташований за координатами 31°7′2″ пн. ш. 90°8′41″ зх. д. / 31.11722° пн. ш. 90.14472° зх. д. (31.117200, -90.144851).  За даними Бюро перепису населення США в 2010 році місто мало площу 8,51 км², з яких 8,49 км² — суходіл та 0,02 км² — водойми.

## Демографія
Згідно з переписом 2010 року, у місті мешкало 1609 осіб у 632 домогосподарствах у складі 400 родин. Густота населення становила 189 осіб/км².  Було 747 помешкань (88/км²).
Расовий склад населення:
| - 54,1 % — білих - 42,6 % — чорних або афроамериканців - 0,7 % — азіатів - 0,5 % — корінних американців |

До двох чи більше рас належало 1,3 %. Частка іспаномовних становила 2,6 % від усіх жителів.
За віковим діапазоном населення розподілялося таким чином: 23,4 % — особи молодші 18 років, 49,5 % — особи у віці 18—64 років, 27,1 % — особи у віці 65 років та старші. Медіана віку мешканця становила 45,8 року. На 100 осіб жіночої статі у місті припадало 83,5 чоловіків;  на 100 жінок у віці від 18 років та старших — 75,6 чоловіків також старших 18 років.
Середній дохід на одне домашнє господарство  становив 39 899 доларів США (медіана — 26 486), а середній дохід на одну сім'ю — 48 244 долари (медіана — 31 667). Медіана доходів становила 32 250 доларів для чоловіків та 31 912 долари для жінок. За межею бідності перебувало 30,5 % осіб, у тому числі 42,0 % дітей у віці до 18 років та 19,0 % осіб у віці 65 років та старших.
Цивільне працевлаштоване населення становило 475 осіб. Основні галузі зайнятості: освіта, охорона здоров'я та соціальна допомога — 23,8 %, мистецтво, розваги та відпочинок — 15,6 %, виробництво — 14,7 %.